# Wohltorf
Wohltorf – gmina w Niemczech w kraju związkowym Szlezwik-Holsztyn, w powiecie Herzogtum Lauenburg, wchodzi w skład urzędu Hohe Elbgeest.

## Współpraca zagraniczna
- Mortagne-sur-Sèvre, Francja